# Предложение (фильм, 2005)
«Предложение» (англ. The Proposition) — драматический вестерн Джона Хиллкоута по сценарию Ника Кейва. История кровавой банды братьев Бёрнс, разворачивающаяся в конце XIX века в австралийской пустыне. Фильм участвовал во внеконкурсной программе Sundance Film Festival 2006 года.

## Сюжет
Действие происходит в австралийской пустыне в 1880-х годах. Капитану Стэнли удаётся захватить Чарли и Майка Бёрнсов, участников кровавой банды, терроризировавшей местных поселенцев. Капитан ставит Чарли перед выбором: либо он убьёт своего старшего брата Артура, либо его младший брат Майк будет повешен.

## В ролях
| Актёр          | Роль            |
| -------------- | --------------- |
| Гай Пирс       | Чарли Бёрнс     |
| Рэй Уинстон    | капитан Стэнли  |
| Эмили Уотсон   | Марта Стэнли    |
| Джон Хёрт      | Джеллон Лэмб    |
| Ричард Уилсон  | Майк Бёрнс      |
| Дэнни Хьюстон  | Артур Бёрнс     |
| Дэвид Галпилил | Джеко           |
| Роберт Морган  | сержант Лоуренс |
| Дэвид Уэнем    | Иден Флетчер    |
| Том Бадж       | Сэмюэл Стоут    |
| Ноа Тейлор     | Брайан О'Лири   |

## Награды и номинации
- 2005 — 4 премии Австралийского киноинститута: лучшая операторская работа (Бенуа Дельомм), лучшая оригинальная музыка (Ник Кейв, Уоррен Эллис), лучшая работа художника (Крис Кеннеди), лучшие костюмы (Марго Уилсон). Также лента была номинирована в 8 категориях: лучший фильм, режиссура (Джон Хиллкоут), оригинальный сценарий (Ник Кейв), актёр (Гай Пирс и Рэй Уинстон), актёр второго плана (Джон Хёрт), монтаж (Джон Грегори), звук[5].
- 2006 — приз Гуччи за лучший сценарий (Ник Кейв) на Венецианском кинофестивале.